# Henry Herbert (9e comte de Pembroke)
Pour les articles homonymes, voir Henry Herbert et Herbert.

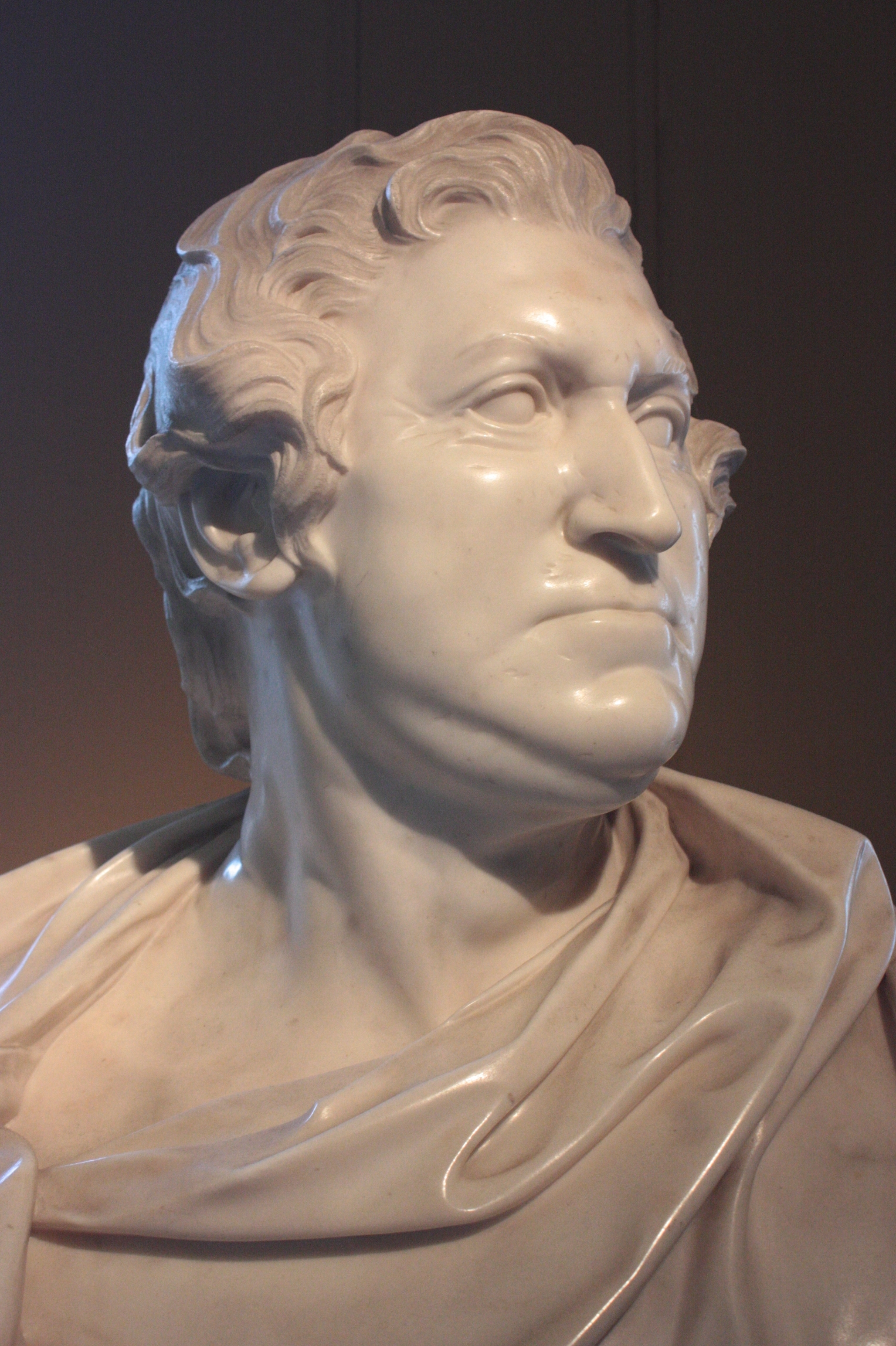
Henry Herbert de Roubiliac, c.1747, Victoria and Albert Museum

Henry Herbert (29 janvier 1693 - 9 janvier 1749  ) est un pair et courtisan anglais. Il est l'héritier et le fils aîné de Thomas Herbert (8e comte de Pembroke) (v. 1656 - 1733) et de sa première épouse, Margaret Sawyer. Il est titré Lord Herbert de sa naissance jusqu'à ce qu'il hérite des domaines et des comtés de son père, Pembroke et Montgomery, en 1733.

## Biographie
Étudiant à Christ Church, Oxford jusqu'en 1705 dans un milieu d'architecture classique (son doyen, Henry Aldrich, travaille alors sur son Elementa architecturae et sur la supervision de la construction du quadrilatère de Peckwate). Il fait un Grand Tour en 1712 (rencontre de Lord Shaftesbury à Naples, de William Kent à Rome avant d’aller à Venise).
Il est nommé Lord de la chambre à coucher de George II à l'époque où il est prince de Galles. Il est nommé lieutenant adjoint de Worcestershire le 29 janvier 1715 et capitaine commandant de vaisseau et lieutenant-colonel des Coldstream Guards le 12 août 1717. Le 20 septembre 1721, il est promu au grade de colonel et nommé capitaine et colonel de la 1re troupe de gardes à cheval .
Dès l’arrivée au pouvoir de George II en 1727, Herbert reste son proche serviteur et est nommé premier Lord de la chambre à coucher. Après avoir accédé au comté le 9 janvier 1733, il quitte les Horse Guards et est nommé colonel du King's Own Regiment of Horse (22 juin 1733). Plus tard cette année (24 août), il est nommé Lord Lieutenant du Wiltshire. George II continue de favoriser Pembroke, qui est nommé Porte-coton le 8 janvier 1735 et admis au conseil privé le lendemain . Cependant, il échoue dans ses tentatives de médiation entre George et son fils prince Frederick. Même s’il exerce un puissant patronage dans Wilton, sa circonscription locale, Pembroke ne joue qu’un rôle mineur dans la politique nationale.

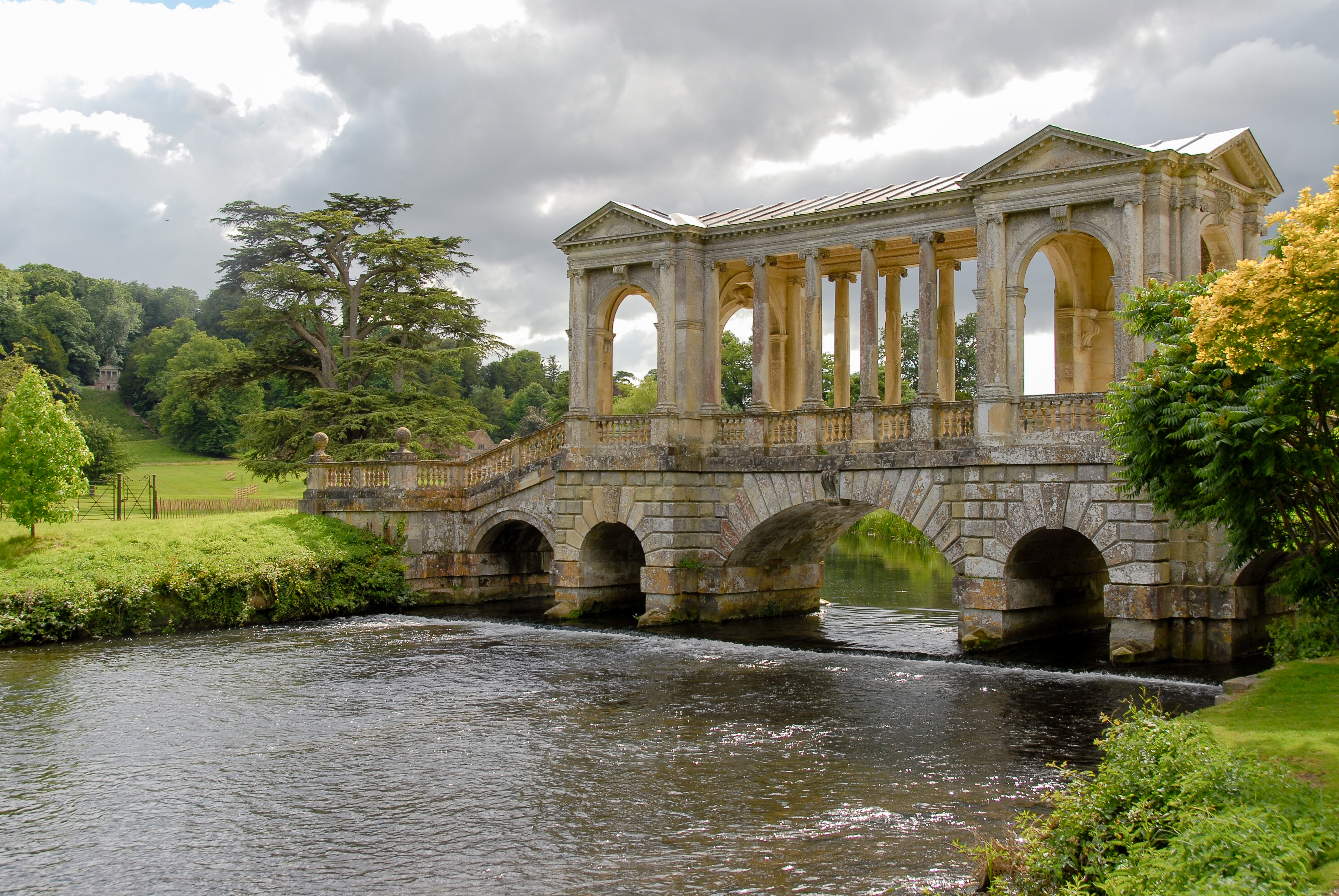
Le pont palladien

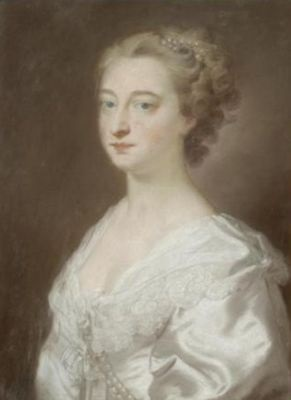
Portrait de William Hoare of Bath, Pour Lord Pembroke à Whitehall, de Mary FitzWilliam, épouse du 9e comte de Pembroke, vers 1738.

Il partage les goûts antiques de son père (chargeant Andrew Fountaine de superviser le catalogage des collections de son père), mais il les exprime à travers l'architecture plutôt que la collecte. Il est connu pour avoir conçu sept bâtiments  deux ne sont plus debout. Il s'agit de la maison du comte, Pembroke House, Whitehall de 1717, démolie en 1756-7 et la maison de Wimbledon 1732-3, dans le Surrey pour la duchesse de Marlborough, détruite par le feu en 1785. Les opinions de ses talents dans cette région sont mitigées - Horace Walpole affirmait que "nul homme n'avait un goût plus pur de la construction"  mais Sarah, duchesse de Marlborough a écrit que le talent du comte n'était guère plus que d'"imiter tout ce qui était inutile" dans les bâtiments d'Inigo Jones et de Palladio  bien qu'il ait conçu la colonne de la victoire au palais de Blenheim érigée de 1727 à 1730  pour la duchesse de Marlborough comme mémorial à son défunt mari. En tant qu'un des "architectes débutants", il collabore avec Roger Morris à la conception de Marble Hill House (1724-1729), du White Lodge à Richmond (1727-1728)  et du pont palladien sur la petite rivière Nadder à Wilton. Maison (1736/7). Il a également conçu le château d'eau de Houghton Hall (vers 1730) sous la forme d'un temple de jardin, avec un portique à fronton surélevé sur une base élevée et rustique.
Le maçon William Townsend a exécuté  les plans du comte pour la Column of Victory, au palais de Blenheim et le château d'eau de Houghton Hall. Le comte inspecta également les plans de Westcombe House, Blackheath, Kent (1727-1728) de Townsend, ainsi que des extraits de ceux de Castle Hill, Devon (1729). Il a également redécoré quelques pièces de la façade sud de Wilton House. Bien qu'il n'ait pas été impliqué dans sa conception, il a également agi en tant que promoteur énergique du projet de construction du pont de Westminster. Il a promulgué la loi du Parlement en 1738, posant la première pierre en janvier 1739 (et la dernière pierre de la structure principale en 1747), assistant à 120 réunions des commissaires au pont (la dernière le matin de sa mort) et soutenant constamment son concepteur Charles Paul Dangeau de Labelye et son projet de caisson contre une opposition longue et féroce.
Il aimait nager, jouait au tennis tous les jours et restait généralement actif et en bonne santé (comme on le voit dans le portrait de Louis François Roubillac à Wilton), mais il semble avoir développé un asthme (Walpole le mentionne dans ses détails sur la mort du comte) et passa quelques semaines à Bath en hiver 1743, durant lesquelles il éprouva des difficultés respiratoires. Promu Lieutenant général le 18 février 1742, Pembroke devint membre de la Royal Society le 15 décembre 1743. Au cours du voyage du roi à Hanovre en 1748, il fut l'un des lords juges. Il mourut à Pembroke House en 1750.

## Galerie des œuvres d'architecture

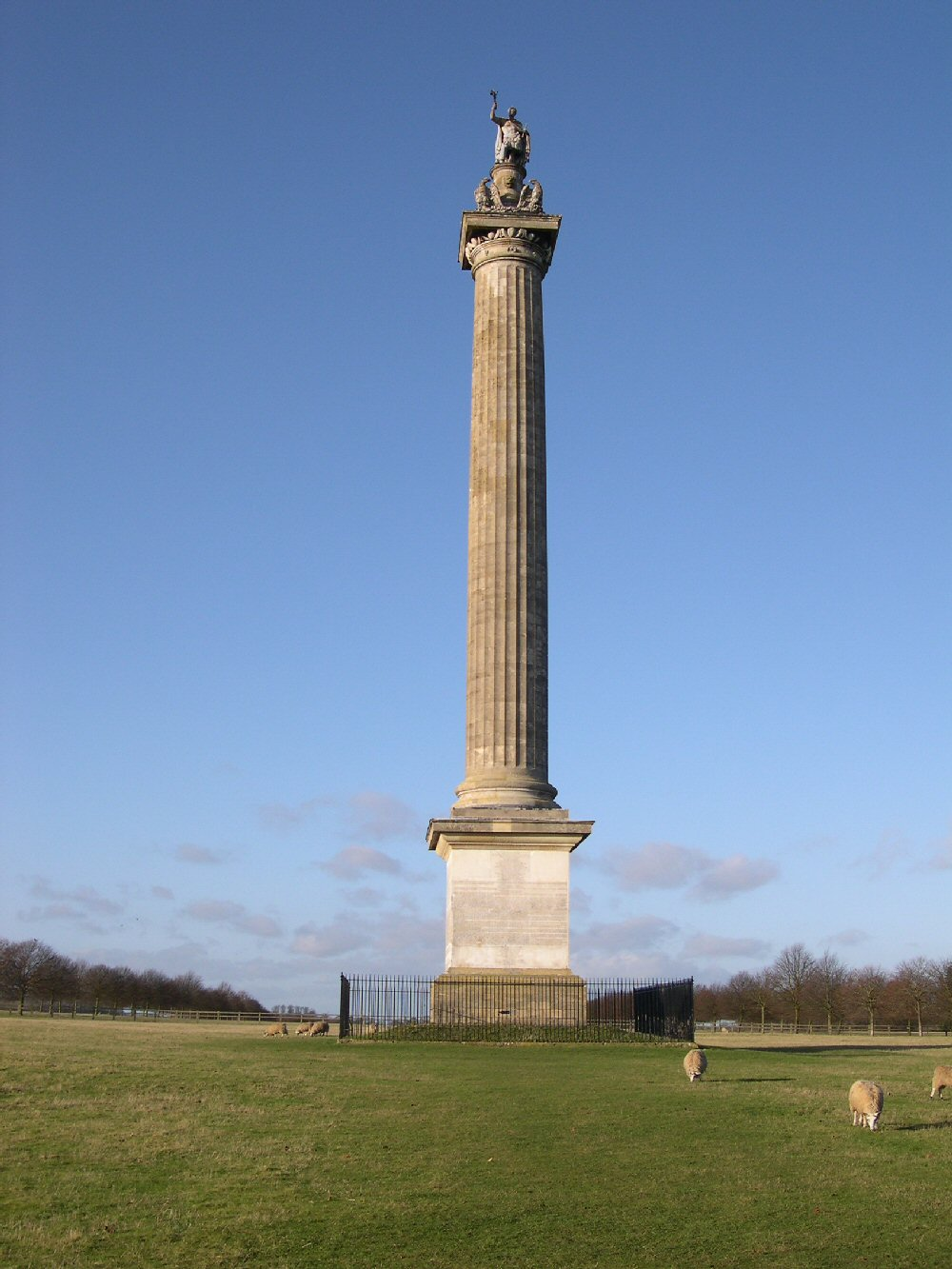
Colonne de la victoire, palais de Blenheim
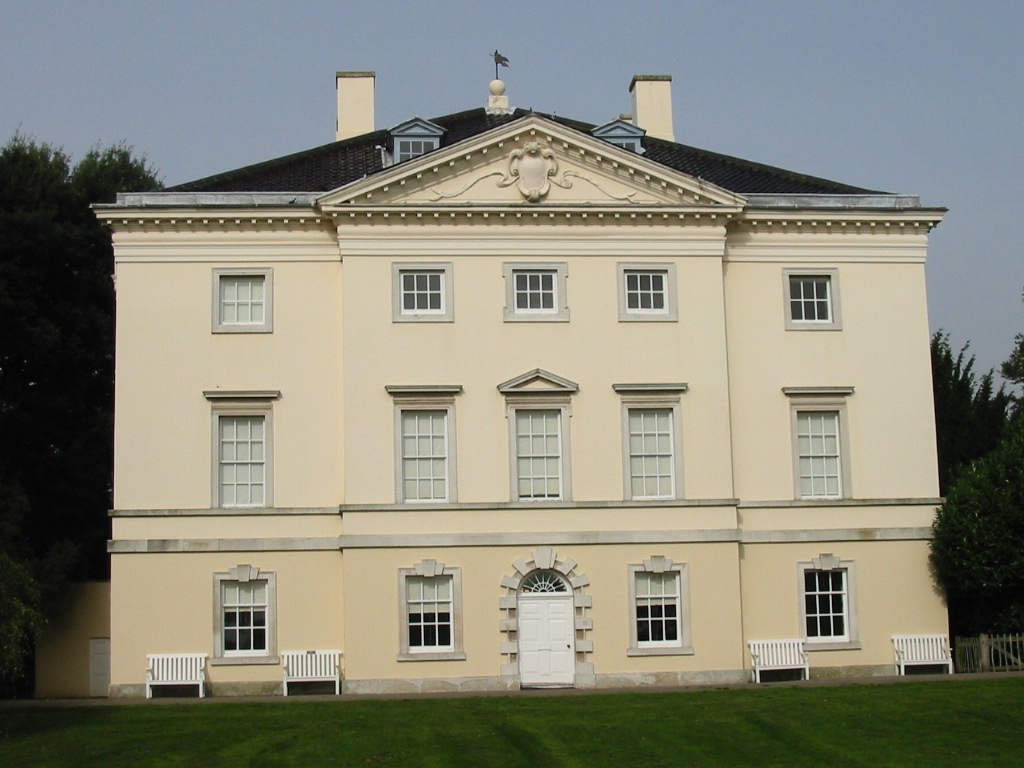
Marble Hill House
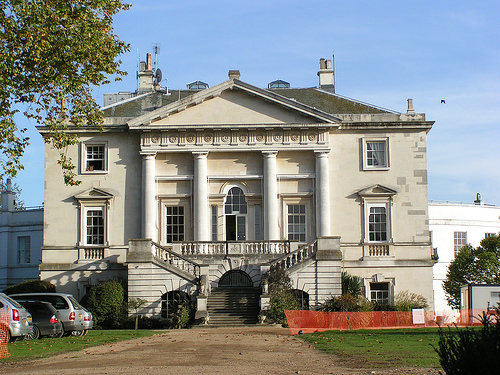
White Lodge

## Mariage et descendance
Il épousa Mary FitzWilliam (fille aînée de Richard Fitzwilliam (5e vicomte Fitzwilliam) et Frances Shelley), le 28 août 1733 et ils eurent un seul enfant, Henry Herbert (10e comte de Pembroke), qui hérita des biens et titres de son père. Lorsque la famille Fitzwilliam s'éteignit dans la lignée masculine en 1833, la famille Pembroke hérita de vastes domaines à Dublin et y demeura un important propriétaire.